# Florensovita
La florensovita és un mineral de la classe dels sulfurs que pertany al grup de la carrollita. Va ser anomenada en honor de Nikolai Aleksandròvitx Florensov (1909 - 1986), geòleg director de l'Institut de l'Escorça Terrestre, Irkutsk, Rússia.

## Característiques
La florensovita és un sulfur de fórmula química Cu(Cr1.5Sb0.5)S₄. Cristal·litza en el sistema cúbic. Es troba en grans de fins a 0.8 mm, amb aparença d'escòria; també en sobrecreixements en eskolaïta-karelianita. La seva duresa a l'escala de Mohs és 5.
Segons la classificació de Nickel-Strunz, la florensovita pertany a «02.D - Sulfurs metàl·lics, amb proporció M:S = 3:4» juntament amb els següents minerals: bornhardtita, carrol·lita, cuproiridsita, cuprorhodsita, daubreelita, fletcherita, greigita, indita, kalininita, linneïta, malanita, polidimita, siegenita, trüstedtita, tyrrel·lita, violarita, xingzhongita, ferrorhodsita, cadmoindita, cuprokalininita, rodoestannita, toyohaïta, brezinaïta, heideïta, inaglyita, konderita i kingstonita.

## Jaciments
La florensovita va ser descoberta a la pedrera de marbre Pereval, a Slyudyanka (àrea del llac Baikal, óblast d'Irkutsk, Rússia). Es tracta de l'únic indret on ha estat descrita aquesta espècie mineral.